# Tapiolita-(Mn)
La tapiolita-(Mn), també anomenada manganotapiolita, és un mineral de la classe dels òxids que pertany al grup de la tapiolita.

## Etimologia
El nom de tapiolita va ser donat al mineral per Nils Adolf Erik Nordenskiöld l'any 1869, en honor del déu finlandès Tapio, déu dels boscos. L'any 1983 va canviar de nom a manganotapiolita, per a diferenciar-la de la ferrotapiolita. Finalment s'acabà anomenant Tapiolita-(Mn).

## Característiques
La tapiolita-(Mn) es un òxid de fórmula química Mn2+Ta₂O₆. Cristal·litza en el sistema tetragonal.forma una sèrie de solució sòlida amb la tapiolita-(Fe), diferenciant-se tots dos minerals pels seus continguts en manganès i ferro, respectivament. Sobre el mineral recau certa importància econòmica, ja que és ric tant en niobi com en tàntal. El mineral es pot considerar un dimorf de la sèrie columbita-tantalita (coneguda popularment com a coltan). La seva localitat tipus es troba a la pegmatita de Tiainen, Orivesi, Finlàndia.
Segons la classificació de Nickel-Strunz, la tapiolita-(Mn) pertany a «04.DB - Metall:Oxigen = 1:2 i similars, amb cations de mida mitjana; cadenes que comparteixen costats d'octàedres» juntament amb els següents minerals: argutita, cassiterita, plattnerita, pirolusita, rútil, tripuhyita, tugarinovita, varlamoffita, byströmita, tapiolita-(Fe), ordoñezita, akhtenskita, nsutita, paramontroseïta, ramsdel·lita, scrutinyita, ishikawaïta, ixiolita, samarskita-(Y), srilankita, itriocolumbita-(Y), calciosamarskita, samarskita-(Yb), ferberita, hübnerita, sanmartinita, krasnoselskita, heftetjernita, huanzalaïta, columbita-(Fe), tantalita-(Fe), columbita-(Mn), tantalita-(Mn), columbita-(Mg), qitianlingita, magnocolumbita, tantalita-(Mg), ferrowodginita, litiotantita, litiowodginita, titanowodginita, wodginita, ferrotitanowodginita, wolframowodginita, tivanita, carmichaelita, alumotantita i biehlita.

## Jaciments
La tapiolita-(Mn) va ser descoberta a la pegmatita de Tiainen, Eräjärvi, a Orivesi (Pirkanmaa, Finlàndia Occidental, Finlàndia). També ha estat descrita al comtat de Franklin (Maine, Estats Units).